# Électrode
Pour le Pokémon homonyme, voir Électrode.
Une électrode est un conducteur électronique, ou ionique (ex. : verre) captant ou libérant des électrons.
Les électrodes interviennent dans les systèmes générateurs de courant (comme les piles ou les accumulateurs électriques) et dans les électrolyseurs, dont le système est récepteur de courant.
On parle aussi d'électrodes pour désigner des composants de certains appareils électriques comme les lampes radio, tubes à rayons X, diodes à semi-conducteur, fours à arc. C'est également le cas dans le soudage à l'arc électrique (il s'agit alors souvent d'une électrode enrobée).
Enfin, on parle d'électrode en biologie pour désigner un dispositif conducteur permettant de capter les variations de potentiel électrique chez un organisme vivant.

## Types en électrochimie
Les électrodes sont classées en type (ou espèce) d'électrode :
- 1er type : le métal est en présence d'un de ses sels en solution (ex. : Cu et Cu2+) ;
- 2e type : le métal est en présence d'un de ses sels peu soluble (ex. : Ag et AgCl) ;
- 3e type : le métal est inerte (ex. : Pt) et plonge dans une solution dont les solutés constituent un couple redox (ex. : Fe3+ / Fe2+) ;
- 4e type : les électrodes spécifiques, qui mesurent l'activité d'un ion.

### Électrodes pour l'électrolyse
Une électrolyse met en jeu deux électrodes, chacune est à un potentiel différent correspondant au couple rédox mis en jeu. Une réaction d'oxydoréduction forcée (provoquée par le courant) a lieu à chaque électrode :
- l'une est le siège de la réaction de réduction, c'est la cathode (reliée au pôle – du générateur) ; par exemple Cu2+ + 2e− → Cu. Le potentiel de la cathode est d'autant plus inférieur au potentiel de Nernst que le courant qui la traverse est élevé ;
- l'autre est le siège de la réaction d'oxydation, c'est l'anode (reliée au pôle + du générateur) ; par exemple 2Br− → Br2 + 2e−. Le potentiel de l'anode est d'autant plus supérieur au potentiel de Nernst que le courant qui la traverse est élevé.

Les réactions qui se déroulent à chaque électrode mettent en jeu des électrons. Ce ne sont pas pour autant des demi-équation, mais bel et bien des réactions chimiques. C'est l'originalité des électrodes de mettre en jeu des électrons comme réactif ou comme produit.
Selon le sens de circulation conventionnel du courant, le courant continu :
- entre dans l'électrolyseur par l'anode ;
- et sort par la cathode pour retourner au générateur.

### Électrodes pour les piles
Une pile électrique est formée de deux compartiments, chacun contenant une électrode. La réaction redox de la pile se déroule par moitié à chacune, qui sont le siège d'une réaction spontanée :
- l'une est le siège de la réaction de réduction, c'est la cathode (pôle + de la pile) ;
- l'autre est le siège de la réaction d'oxydation, c'est l'anode (pôle – de la pile).

On distingue plusieurs catégories d'électrodes (première catégorie, seconde catégorie).

### Électrodes en chimie analytique

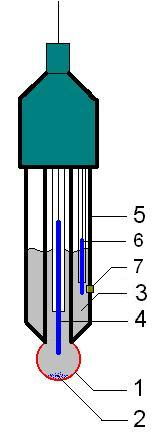
Schéma d'une sonde de pH.

La plupart des méthodes d'analyse dans le domaine de l'électrochimie, électroanalyses, utilisent des électrodes :
- potentiométrie : on mesure la différence de potentiel entre une électrode de mesure (dont le potentiel varie en fonction des espèces en solution) et le potentiel fixe d'une électrode de référence :
  - électrode de référence : électrode au calomel saturée ou électrode au sulfate mercureux,
  - électrode indicatrice (ou de mesure) : électrode de platine ou d'argent ;
- pH-métrie :
  - électrode de référence : électrode au calomel saturée,
  - électrode indicatrice (ou de mesure) : électrode à hydrogène, électrode à quinhydrone, électrode d'antimoine et surtout électrode de verre ;
- polarographie : utilise une électrode à goutte de mercure ;
- voltammétrie :
  - électrode de référence : électrode au calomel saturée ou électrode au chlorure d'argent,
  - électrode de travail : électrode au mercure ou autres métaux solides,
  - électrode auxiliaire : sert au passage du courant, en platine ou en carbone.

## R&D
Les électrodes de batteries peuvent être améliorées en matière de performance, de sécurité, de résistance, de recyclabilité et de coût, par des matériaux ou composites nouveaux, mais aussi par de nouveaux mode de fabrication. L'une des piste explorées est de produire des structures d’électrodes tridimensionnelles (3D) par fabrication additive (type impression jet d’encre) permettant le dépôt rapide et très précis de films minces et/ou de motifs complexes.

### Électrodes transparentes
Il peut être utile ou nécessaire de disposer d'électrodes transparentes et éventuellement flexibles, par exemple pour les écrans de smartphones, tablettes et ordinateurs portables (écrans OLED et LCD), dans certains systèmes de LEDs ou dans les casques de réalité augmentée et virtuelle, pour améliorer la réactivité des interfaces interactives ; ou dans certains systèmes photovoltaïques, ou dans les vitres chauffantes. Généralement à base d'oxyde d'Indium dopé Etain (ITO), coûteuses et non flexibles, on leur cherche des alternatives (ex. : polymère contenant des nanofils métalliques (d'argent et/ou de cuivre) et de nanomatériaux carbonés (nanotubes de carbone, oxyde de graphène réduit)).